# باريس سان جيرمان موسم 2001–02

## موسم 01-2002: تألق رونالدينيو وصلابة الدفاع
بدأ الفريق الباريسي هذا الموسم بالفوز بلقب كأس إنترتوتو على حساب نادي بريشيا الإيطالي الذي كان يلعب له آنذاك الأسطورة الإيطالية روبرتو باجو.

وفي هذا الموسم نجح فريق العاصمة في التأهل إلى مسابقة كأس الاتحاد الأوروبي بعدما أنهى الموسم في المركز الرابع بفضل التألق الكبير لنجمه رونالدينيو صاحب 13 هدفا و 7 تمريرات حاسمة في موسمه الأول في فرنسا، وكذلك دفاعه القوي (الأفضل في الدوري حيث دخل مرماه 24 هدفا فقط)، لكن
في المقابل، كان مشوار الفريق في مسابقات الكؤوس مخيباً شيئا ما؛ حيث خرج من دور ال 16 لمسابقة كأس الاتحاد الأوروبي على يد رينجرز الإسكتلندي على ملعب حديقة الأمراء بركلات الترجيح، وخرج من الدور ربع النهائي لمسابقة كأس فرنسا على يد لوريان، ومن الدور نصف النهائي لمسابقة كأس الرابطة على أمام نادي بوردو.

لكن الفريق في المقابل كان قد ضمن مشاركته في كأس الاتحاد الأوروبي في الموسم المقبل، وتوج لاعبه رونالدينيو ببطولة كأس العالم 2002 مع منتخب بلاده البرازيل في نهاية الموسم.